# Archie Christie
Archibald Christie, född 30 september 1889 i Peshawar i Pakistan, död 20 december 1962 i Godalming i England, var en brittisk affärsman och militär. Han var den första maken till deckarförfattaren Dame Agatha Christie. De gifte sig 1914 och skilde sig 1928. De separerade 1927 på grund av hans otrohet och skilde sig året därpå. Under den perioden skrev Agatha några av sina mest kända detektivromaner. Kort efter skilsmässan gifte sig Christie med Nancy Neele, och paret levde ett stillsamt liv resten av sina liv. Christie blev en framgångsrik affärsman och satt i styrelsen för flera stora företag.

## Biografi
Archibald Christie föddes 1889 i Peshawar i Brittiska Indien, nuvarande Pakistan. Hans far, som också hette Archibald Christie, var i den indiska statsförvaltningen. Det sägs att han var domare. Hans dödsannons i tidskriften The Law Times beskrev honom dock som en advokat. Hans mor hette Ellen Ruth "Peg" Coates och nämns ofta i hennes svärdotters (Agatha) självbiografi. Peg föddes i Portumna på Irland 1862. Hennes far var Dr Samuel Coates (död 1879). Hennes bror arbetade inom den indiska sjukvården och hon bodde hos honom när hon träffade Archibald Christie (senior), som var tretton år äldre än hon. År 1888, vid 26 års ålder, gifte hon sig med honom. Paret fick två söner, Archie och Campbell.
Christie sändes till England för att utbilda sig. Han var inackorderad vid Hillside Boys School i Godalming under några år. År 1901, när Christie var 11 år, dog hans far. Två år senare gifte sig Peg Christie med William Hemsley, en lärare vid Clifton College, Bristol, och Christie flyttade dit för att slutföra sin utbildning.
Efter att han slutat skolan klarade han inträdesprovet till Royal Military Academy Woolwich och 1909 blev han löjtnant vid Royal Regiment of Artillery. Han gick sedan med i 138:e batteriets kungliga fältartilleri. Han ville bli pilot så han betalade för privatlektioner i Bristol Flying School i Brooklands och fick sitt flygcertifikat den 12 juli 1912. Han träffade Agatha Miller när han blev inbjuden till en bal den 12 oktober 1912 av Lady Clifford i hennes storslagna hem Ugbrooke House i Chudleigh. En beskrivning av hennes möte med Christie ges av Agatha i hennes självbiografi:
Christie kom i min väg ganska snart i dansen. Han var en lång, ljus ung man med krispigt lockigt hår, en tämligen intressant näsa, som var uppvikt och inte nedåtvänd, och han hade ett stort uttryck av likgiltigt självförtroende. Han blev presenterad för mig, bad om ett par danser och sa att hans vän Griffiths hade sagt åt honom att ta hand om mig. Vi kom mycket bra överens; han dansade galant och jag dansade igen flera gånger till med honom. Jag njöt verkligen av kvällen.
I april 1913 blev löjtnant Christie utsänd till Royal Flying Corps, och han blev flygofficer vid No. 3 Squadron baserad i Larkhill. Oförmögen att fortsätta flyga på grund av bihåleproblem blev han transportofficer, även det i Royal Flying Corps.
På julafton 1914, strax efter första världskrigets utbrott, gifte sig Christie och Agatha i Emmanuel Church, Clifton, Bristol, nära hans föräldrars hem. Christie befordrades successivt under kriget tills han blev överste. Han omnämndes fem gånger i tidningarna och i slutet av kriget fick han en DSO och en CMG.

## Äktenskapet med Agatha Christie

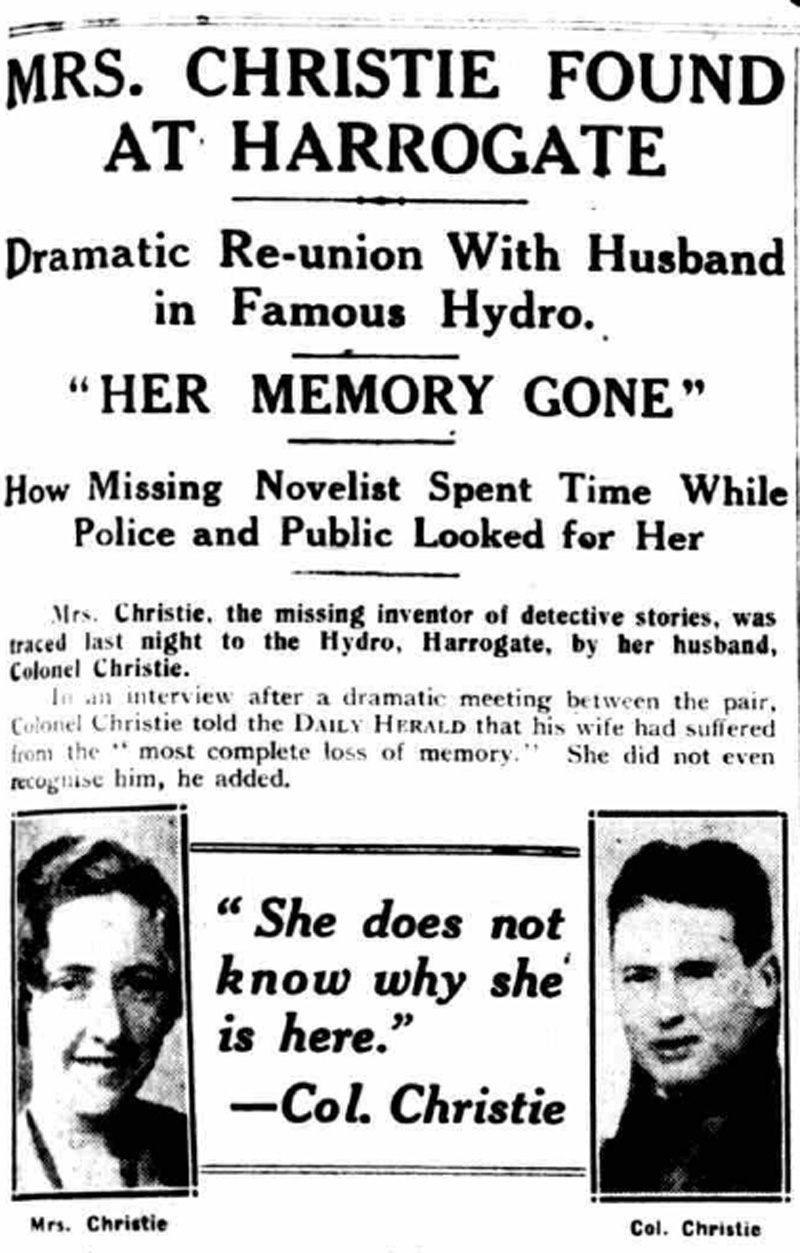
Tidningsrubriker om försvinnandet.

Efter kriget hyrde Christie och Agatha en lägenhet i Northwick Terrace i London för en kort tid. Deras enda barn, Rosalind Margaret Clarissa, föddes i Agathas barndomshem Ashfield i Torquay 1919. Strax efter detta hittade de en större lägenhet i Addison Mansions, London.
Christie lämnade militären och tog ett jobb i Imperial and Foreign Corporation. Han stannade där till 1922 då han erbjöds en tjänst av sin fars tidigare kollega major Ernest Belcher som finansiell rådgivare i British Empire Exhibition Tour. Syftet med turnén var att göra reklam för den kommande British Empire Exhibition, som skulle hållas på Wembley 1924 och 1925. Turnén avgick i januari 1922 och återvände 10 månader senare. Under denna tid besökte Christie och Agatha många platser runt om i världen och lärde känna major Ernest Belcher, som ledde turnén och organiserade många delar av Wembleyutställningen.
Efter att de återvänt från turnén hittade Christie ett jobb i staden och flyttade senare till Austral Development, vilket etablerade honom i finansvärlden. Han började spela golf och blev invald i Sunningdale Golf Club. Han tillbringade många av sina helger där medan Agatha arbetade med sina romaner i deras lägenhet i London. Christie ville bo i Sunningdale så 1924 flyttade de till en lägenhet som hette Scotswood, där de bodde i två år.
I början av 1925 blev Agatha inbjuden att delta i en kommitté för att utforma och organisera en barnavdelning på 1925 års British Empire Exhibition i Wembley. En annan vän till Belcher, Nancy Neele, inbjöds också att vara medlem i kommittén. Neele skulle senare bli Christies älskarinna och andra fru. Kommittén, som både Agatha och Nancy satt i, designade och organiserade Children's Paradise-delen av Wembley-utställningen, som hade Treasure Island som huvudnummer. Det var ett betydande bidrag till evenemanget eftersom The Times beskrev dess funktioner på djupet och gav kommitténs namn. Det var en mycket framgångsrik del av utställningen eftersom Treasure Island-funktionen året därpå exporterades till USA, där den hyllades som "den största nöjesfunktionen vid Sesquicentennial Exposition i Philadelphia, Pennsylvania".
I början av 1926 köpte Christie och Agatha tillsammans ett stort hus i Sunningdale som de kallade "Styles". I april samma år dog Agathas mamma Clarissa Miller och under flera månader flyttade hon tillbaka till sitt barndomshem i Ashfield för att sortera och packa sin mammas tillhörigheter. I augusti kom Christie för att träffa henne på Ashfield och berättade för henne att han ville skiljas eftersom han hade förälskat sig i Neele. Den 3 december 1926 lämnade Agatha deras hem i Styles och när hon inte återvände anmälde Archie henne försvunnen. En stor polisjakt inleddes och Christie förhördes av polisen. Agatha hittades 10 dagar senare på Swan Hydropathic Hotel (nu Old Swan Hotel) i Harrogate, Yorkshire, registrerad som Mrs Teresa Neele.
Christie ombads att gå till hotellet för att identifiera sin fru. Hon kände tydligen inte igen honom förrän senare när hon återhämtade sig i Abney Hall, sin systers hus. Christie gjorde ett uttalande till pressen om att hans fru led av en nervös sjukdom och att hon hade helt tappat minnet. Dramafilmen Mysteriet Agatha från 1979 baserades på denna händelse med Agatha och Archie porträtterade av Vanessa Redgrave och Timothy Dalton. Efter detta separerade paret. Agatha flyttade in i en lägenhet i London, och Christie stannade kvar hos Styles så att han kunde sälja den. År 1928 gifte sig Christie med Nancy Neele på St George's, Hanover Square, med bara några nära vänner närvarande vid ceremonin.

## Nancy Neale
Nancy Neele var 10 år yngre än Christie. Hon föddes 1899 av medelklassföräldrar i Stockport, Cheshire. Hennes far Charles Woodward Neele var chefsingenjör för elektricitet vid Great Central Railway. Hennes mor Mabel Lily Fraser kom från en kultiverad familj där musiken dominerade. Hon var en av fem systrar som spelade orkestermusik, och de beskrevs av en tidning som "en skicklighet i att handskas med sina instrument som gör att de kan framföra den mest krävande och högklassiga musik".
Under Nancys barndom flyttade hennes familj till ett hus som heter Rheola i Croxley Green. Efter att ha slutat skolan avslutade Nancy en kurs vid Triangle Secretarial College i London och fick en tjänst som kontorist i Imperial Continental Gas Association. Strax efter att hon hade börjat där fick hon sällskap av Madge Fox, hennes vän från college. År 1925 gifte sig Madge med Frank Henry James, och paret bodde i Hurtmore Cottage nära Godalming. Det var här som Christie träffade Nancy på hemmafester på helgerna innan han skilde sig från Agatha. Efter giftermålet 1928 bodde Archie och Nancy Christie i en lägenhet i London på 84 Avenue Road (NW8). De fick en son, Archibald (född 1930). Christie höll kontakten med Rosalind, hans dotter från hans första äktenskap. I en intervju som publicerades i The Times gjorde Rosalind Hicks följande kommentarer om sin fars andra äktenskap: "Så småningom gifte sig min far med Nancy Neele, och de levde lyckliga tillsammans tills hon dog. Jag träffade honom ganska ofta, och vi tyckte alltid om och förstod varandra."
Christie blev en framgångsrik affärsman och var styrelseledamot i flera finans- och investeringsföretag. År 1949 utsågs han till medlem i styrelsen för Rank Organisation.
Paret bodde i sin lägenhet i London fram till omkring 1939 då de flyttade till ett stort hus på landet nära Godalming som hette Juniper Hill på Hydon Heath. Christie fortsatte att spela golf på Sunningdale Golf Club. Nancy dog 1958 vid 58 års ålder och Christie dog fyra år senare.